# Salmacina incrustans
Salmacina incrustans é uma espécie de anelídeo pertencente à família Serpulidae.
A autoridade científica da espécie é Claparède, tendo sido descrita no ano de 1870.
Trata-se de uma espécie presente no território português, incluindo a sua zona económica exclusiva.